# Presbiterianismo no Rio Grande do Sul
O Presbiterianismo é uma das menores famílias denominacionais protestantes históricas no Estado do Rio Grande do Sul (atrás dos luteranos, adventistas, batistas, congregacionais e metodistas), cujos membros correspondiam à 0,02% da população do Estado em 2010. Sendo assim, é o Estado com o menor percentual de presbiterianos no país. Todavia, é um grupo crescente na região.
Em 2018 o Supremo Concílio da Igreja Presbiteriana do Brasil (IPB) relatou que a denominação teve crescimento de mais 50% no número de membros comungantes no Estado entre os anos de 2014 e 2018. No ano de 2021, o Sínodo Sul do Brasil, órgão da Igreja Presbiteriana do Brasil no Rio Grande do Sul, relatou ter 52 igrejas e congregações e cerca de 3.162 membros no Estado, o que equivalia a 0,027% da população do Rio Grande do Sul.

## História
Em 1862, o missionário George Whitehill Chamberlain visitou o Rio Grande do Sul, mas não se fixou na região.
A história do presbiterianismo no Estado, começa com a chegada de do Reverendo Emanuel Vanorden , um judeu holandês, convertido ao Cristianismo no Reino Unido, que fez seus estudos teológico nos Estados Unidos da América. Este foi enviado pela Igreja Presbiteriana nos Estados Unidos da América para o Brasil em 1872. O mesmo foi para a cidade de Rio Grande em 1876, onde foi formada a Igreja Evangélica, a primeira igreja presbiteriana do Estado.
Em 1891, o campo missionário do Rio Grande do Sul foi entregue aos missionários episcopais, o missionário presbiteriano foi desligado do Presbitério do Rio, voltando apenas em 1886, e depois disso, Vanorden passou a morar em São Paulo.
Em 1900, a Igreja Presbiteriana do Brasil, era formada por um único sínodo, e foi aprovada a divisão do Presbitério de São Paulo para formar o Presbitério do Sul, correspondente aos estados do Paraná, Santa Catarina e Rio Grande do Sul.
Destaca-se neste período a conversão de Francisco Rodrigues dos Santos Saraiva, um padre católico romano que se converteu ao presbiterianismo.  Com a entrega da igreja iniciada por Vanorden em Rio Grande para os missionários episcopais, outra igreja foi plantada em 1921, por Álvaro Reis em Pelotas. Esta igreja, tornou-se parte do o Presbitério Sul em 1923 todavia, também foi extinta posteriormente.
O território do Rio Grande do Sul, tornou-se área missionária para a Junta de Missões Nacionais, que passou a enviar missionários para a região a partir de 1940.
Em 1991, foi organizado o Presbitério do Rio Grande do Sul, constituído pelas igrejas no Estado.
Nas décadas seguintes, graças ao Plano Missionário Cooperativa, uma parceria da IPB com as Igrejas Reformadas (Liberadas) e a Igreja Presbiteriana Briarwood (um igreja local federada a Igreja Presbiteriana na América), o presbitério foi desdobrado e constituído um sínodo estadual com quatro presbitérios.

## Igreja Presbiteriana do Brasil
| Ano  | Igrejas e congregações | Membros |
| ---- | ---------------------- | ------- |
| 2017 | -                      | 1.461   |
| 2018 | 42                     | 2.102   |
| 2020 | -                      | 2.555   |
| 2021 | 52                     | 3.162   |

A Igreja Presbiteriana do Brasil (IPB) é a maior denominação presbiteriana do Rio Grande do Sul, com cerca de 52 igrejas e congregações no Estado em 2022. Devido ao fato de ser o estado com o menor percentual de presbiterianos do país, há diversas iniciativas missionárias da denominação direcionadas a plantação de igrejas no Rio Grande do Sul. Consequentemente, a IPB relatou crescimento constante no número de membros no Estado nos concílios de 2018 e 2022.
Tem atualmente no Estado, 1 de seus sínodos, o Sínodo Sul do Brasil que abrange todo o Rio Grande do Sul, além de parte de Santa Catarina. 3 presbitérios se localizam no Estado: Presbitério do Rio Grande do Sul Presbitério Vale dos Sinos e Presbitério Gaúcho.

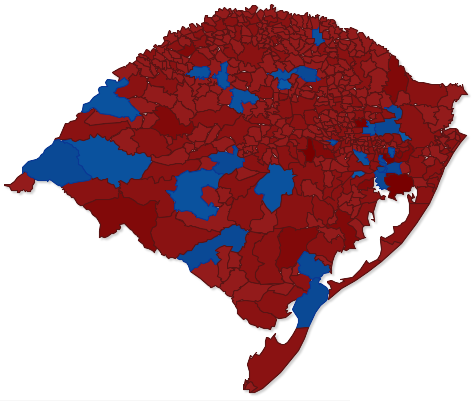
Mapa de igrejas federadas a Igreja Presbiteriana do Brasil no Rio Grande do Sul

A Junta de Missões Nacionais trabalha com missões no Rio Grande do Sul no município de Rio Grande.
Os municípios com presença de igrejas federadas a IPB no Estado são: Porto Alegre, Gravataí, Cachoeirinha, Canoas, Caxias do Sul, Sapucaia do Sul, São Leopoldo, Sapiranga, Montenegro, Charqueadas, Canela, Farroupilha, Lajeado, Erechim, Passo Fundo, Carazinho, Santo Ângelo, Ijuí, Cruz Alta, São Borja, Uruguaiana, Alegrete, São Gabriel, Santa Maria, Bagé, Cachoeira do Sul, Pelotas e Rio Grande.

## Igreja Presbiteriana Independente do Brasil
A Igreja Presbiteriana Independente do Brasil tem uma igreja em Porto Alegre, que é integrante do Presbitério Grande Florianópolis.

## Igreja Presbiteriana Reformada - Presbitério de Hanover
A Igreja Presbiteriana Reformada em Campo Bom foi formada após o ano de 2015, no município de Campo Bom. A igreja surgiu por meio da obra missionário da Igreja Presbiteriana em Keel Mountain (Keel Mountain Presbyterian Church), igreja de Alabama,  (Estados Unidos) que por sua vez, fazia parte da Federação de Igrejas Reformadas (FIR), uma pequena denominação reformada dos Estados Unidos. Todavia, em setembro de 2016, a igreja de Campo Bom desligou-se da FIR e passou a integrar a Igreja Presbiteriana Reformada - Presbitério de Hanover, sendo a primeira igreja da denominação no país e a primeira igreja presbiteriana no município.

## Outras denominações presbiterianas
A Igreja Presbiteriana Conservadora do Brasil, Igreja Presbiteriana Fundamentalista do Brasil e Igreja Presbiteriana Unida do Brasil, não têm igrejas federadas no Rio Grande do Sul.